# استاکتون (چشر)
استاکتون (به انگلیسی: Stockton) یک روستا و محله مدنی در بریتانیا است که در Cheshire West and Chester واقع شده‌است. استاکتون ۲۱ نفر جمعیت دارد.